# 兵庫開港要求事件
兵庫開港要求事件（ひょうごかいこうようきゅうじけん）は、慶応元年9月（1865年11月）、イギリス・フランス・オランダの連合艦隊が兵庫沖に侵入し、その軍事力を背景に安政五カ国条約の勅許と兵庫の早期開港を迫った事件。アメリカ合衆国は艦隊を派遣しなかったものの公使が同行しており、四カ国艦隊摂海侵入事件などともよばれる。

## 事件に至る経緯
兵庫港（兵庫津。かつての大輪田泊）は安政5年（1858年）に締結された日米修好通商条約およびその他諸国との条約（安政五カ国条約）により、西暦1863年からの開港が予定されていたが、異人嫌いで知られた孝明天皇が京都に近い兵庫の開港に断固反対していた。このため、幕府は文久遣欧使節（開市開港延期交渉使節）を派遣し、英国とロンドン覚書を交換し、兵庫開港を5年間延期して1868年1月1日とすることとなった。
1863年から1864年にかけて長州藩と、イギリス・フランス・オランダ・アメリカ合衆国の四カ国との間に下関戦争が勃発し、敗れた同藩は賠償金300万ドルを支払うこととなった。しかし、長州藩は外国船に対する砲撃は幕府の攘夷実行命令に従っただけであり、賠償金は幕府が負担すべきとの理論を展開し、四カ国もこれを受け入れた。幕府は300万ドルを支払うか、あるいは幕府が四カ国が納得する新たな提案を実施することとなった。

## 事件の勃発
英国の新公使ハリー・パークスは、この機に乗じて兵庫の早期開港と天皇からの勅許を得ることを計画した。パークスは、他の3国の合意を得、連合艦隊を兵庫に派遣し（長州征伐のため、将軍徳川家茂は大坂に滞在中であった）、幕府に圧力をかけることとした（賠償金を1/3に減額する代わり、兵庫開港を2年間前倒しすることを提案した）。
慶応元年9月13日（1865年11月1日）、キング提督を司令官とした英国4隻（プリンセス・ロイヤル、レパード、ペラロス、バウンサー）、フランス3隻（グエリエール、デュプレクス、キャンシャン）、オランダ1隻（ズートマン）の合計8隻（米国は今回は軍艦は派遣せず）からなる艦隊は、パークスに加えてフランス公使レオン・ロッシュ、オランダ公使ディルク・デ・グラーフ・ファン・ポルスブルックおよびアメリカ代理公使アントン・ポートマンを乗せて横浜を出港し、9月16日（11月4日）には兵庫港に到着した。
幕府は老中阿部正外および松前崇広を派遣し、9月23日（11月11日）から四カ国の公使との交渉を行わせた。四カ国は、幕府に対して「兵庫開港について速やかに許否の確答を得られない場合、条約遂行能力が幕府にはないと判断し、もはや幕府とは交渉しない。京都御所に参内して天皇と直接交渉する」と主張した。四カ国の強硬姿勢から要求を拒むことは困難と判断した阿部、松前の両老中は、2日後やむをえず無勅許で開港を許すことに決めた。翌日、大坂城に参着した一橋慶喜は、無勅許における条約調印の不可を主張するが、阿部・松前はもし諸外国が幕府を越して朝廷と交渉をはじめれば幕府は崩壊するとした自説を譲らなかった。朝廷は、阿部・松前の違勅を咎め、両名の官位を剥奪し改易の勅命を下し、9月29日（11月17日）両老中は解任されてしまった。
このため、四カ国は先の要求を再度提出し、10日以内に回答がなければ拒否とみなすとの警告を発した。10月7日（11月24日）、幕府は孝明天皇が条約の批准に同意したと、四カ国に対して回答した。開港日は当初の通り慶応3年12月7日（1868年1月1日）であり、前倒しされることはなかったが、天皇の同意を得たことは四カ国の外交上の勝利と思われた。また、同時に関税率の改定も行われ、幕府が下関戦争の賠償金300万ドルを支払うことも確認された。

## 兵庫（神戸）開港まで
ところが、朝廷は安政五カ国条約を勅許したものの、なお兵庫開港については勅許を与えない状況が続いた。兵庫開港の勅許が得られたのは、延期された開港予定日を約半年後に控えた慶応3年5月24日（1867年6月26日）のことである。第15代将軍に就任した徳川慶喜は2度にわたって兵庫開港の勅許を要請したがいずれも却下され、慶喜自身が参内して開催を要求した朝議を経てようやく5月24日勅許を得ることができた。
慶応3年12月7日、各国の艦隊が停泊する中、神戸は無事開港した。その直後の 慶応4年1月3日（1868年1月27日）、鳥羽・伏見の戦いが勃発した。戦いに敗れた徳川慶喜は1月6日夜（1月30日）、開港したばかりの兵庫沖に停泊中の米国軍艦イロコイ号に一旦避難、その後幕府軍艦開陽丸で江戸に脱出した。
また、その直後の慶応4年1月11日（1868年2月4日）、備前藩と神戸停泊中の各国の兵士との銃撃戦となった神戸事件が発生している。